# Штадион
Штадион (устар. Стадион; нем. Stadion) — немецкий рыцарский (дворянский) род, медиатизованный в 1806 году и угасший в 1908 году. Ядром их владений был швабский посёлок Штадион (ныне Оберштадион).
Предки Штадионов в конце XII века жили в Граубюндене, где до конца XIX века сохранялись развалины их родового замка. В продолжение XIII века переселились в верховья Дуная и обосновались в районе нынешнего Оберштадиона. В XV веке разделились на швабскую (угасла в 1693 г.) и эльзасскую линии. Активно участвовали в делах Аугсбургского епископства.
Во время Тридцатилетней войны Штадионы образовали дружеский альянс с Шёнборнами, договорившись поддерживать друг друга на выборах епископов. Иоганн Филипп фон Штадион (1652—1741), состоявший на службе у майнцского архиепископа Лотара Франца фон Шёнборна, в 1686 г. получил титул барона, через десять лет приобрёл Вартхаузен, а в 1705 г. — имперскую синьорию Таннхаузен, благодаря чему получил место в швабской коллегии выборщиков с титулом имперского графа (1711).
Иоганн Филипп разделил свои владения между сыновьями, от которых произошли две линии рода (Штадион-Вартгаузен и Штадион-Таннгаузен), угасшие в 1890 и 1908 годах (после чего родовые владения унаследовали Шёнборны). Фамильной усыпальницей веками служила приходская церковь Оберштадиона.

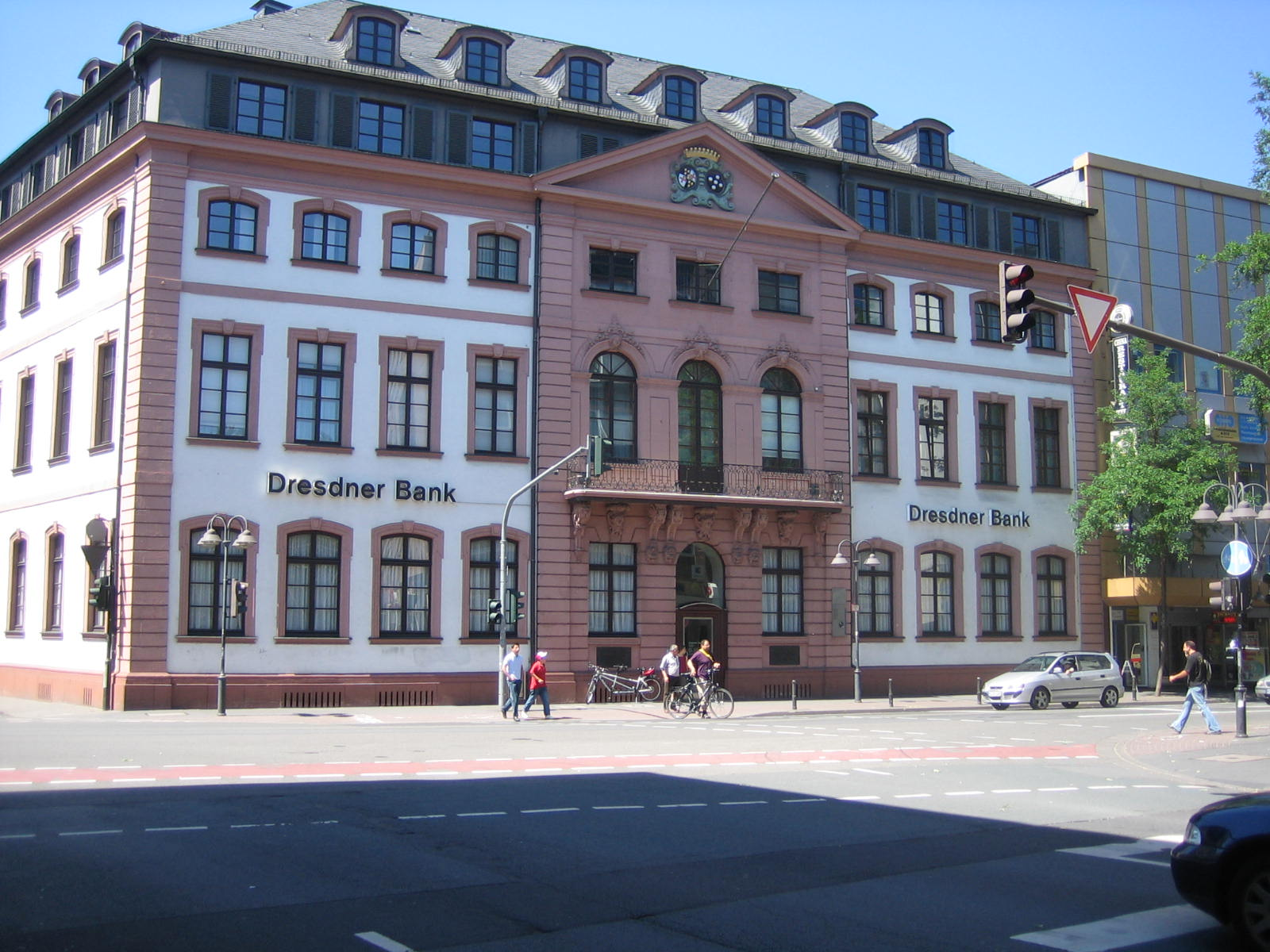
Дворец Штадионов в Майнце
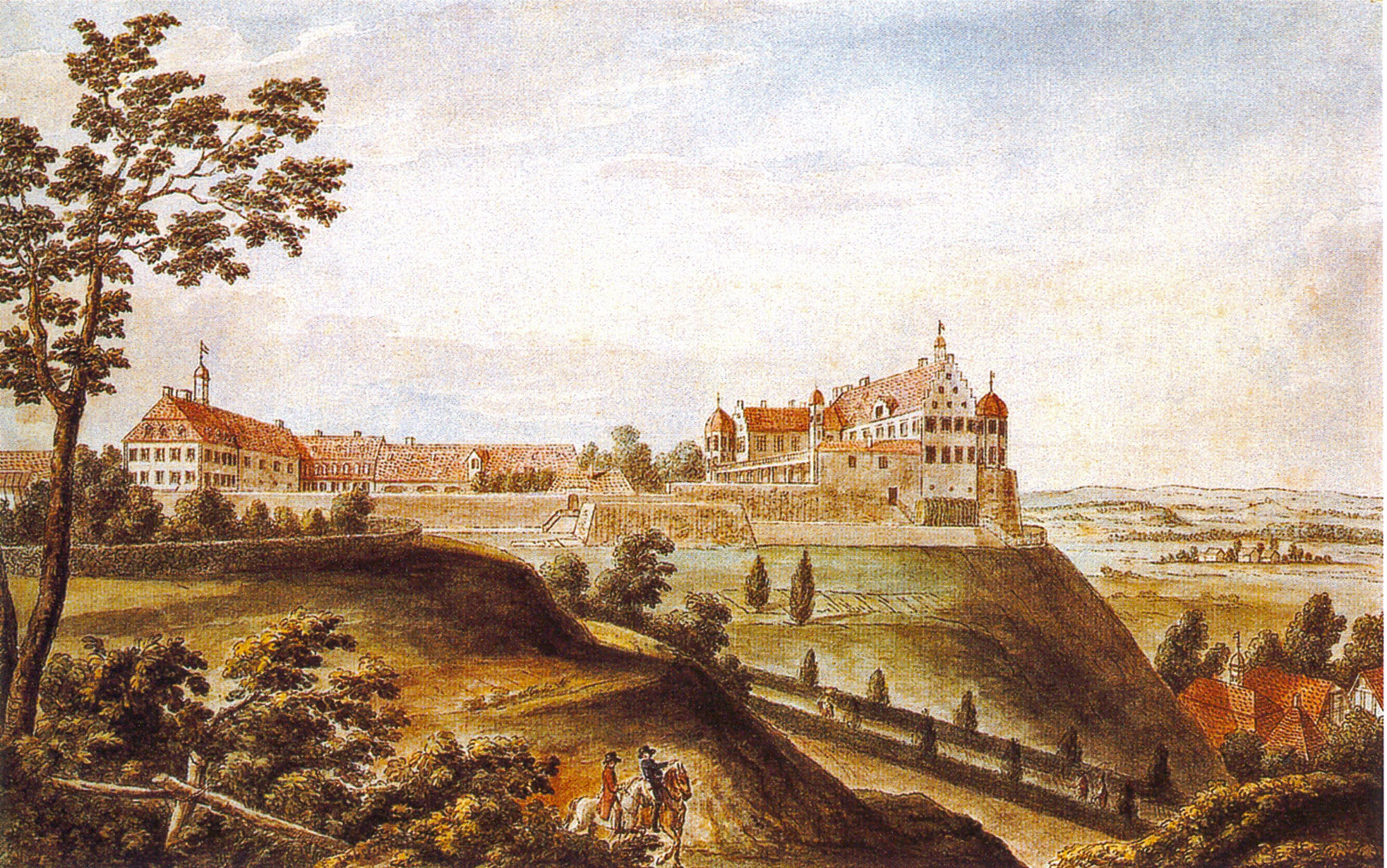
Имение в Вартхаузене
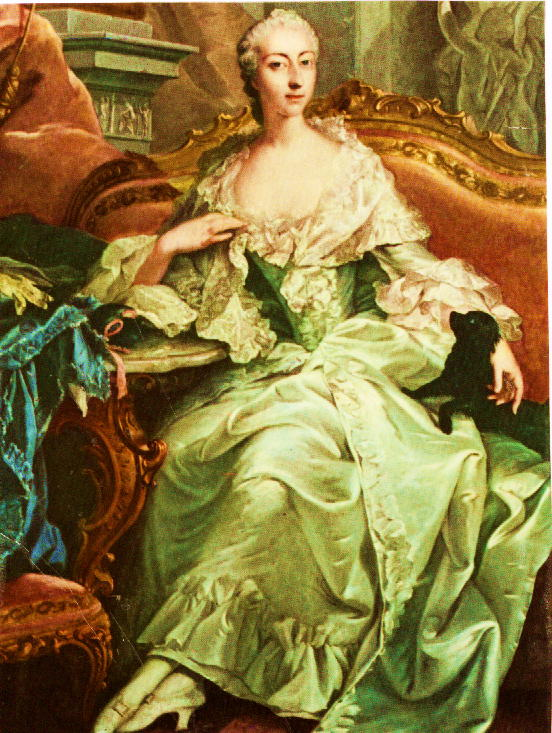
Анна-Мария фон Штадион
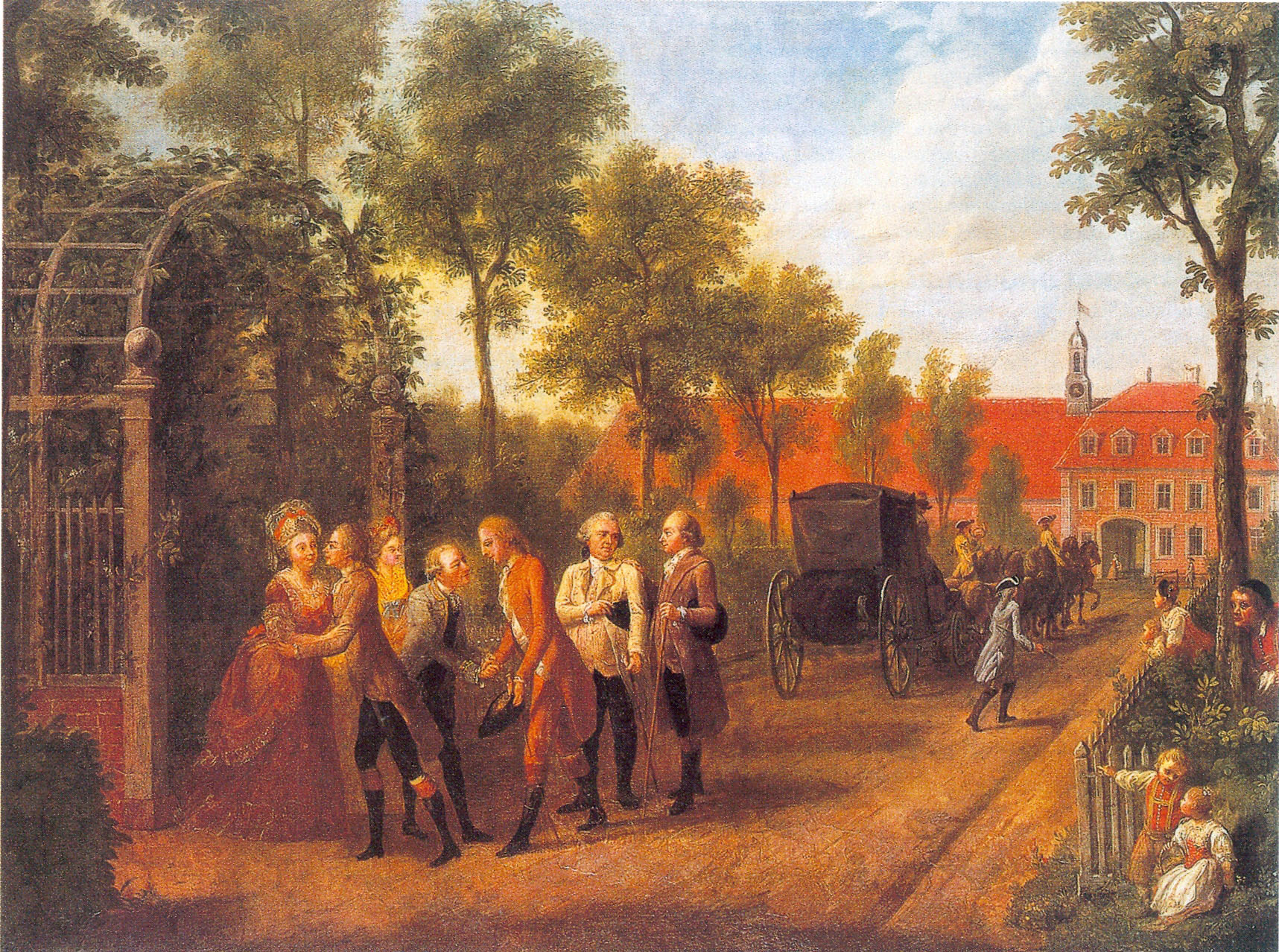
Дети графа Штадиона отбывают в гран-тур (картина Тишбейна)

## Представители

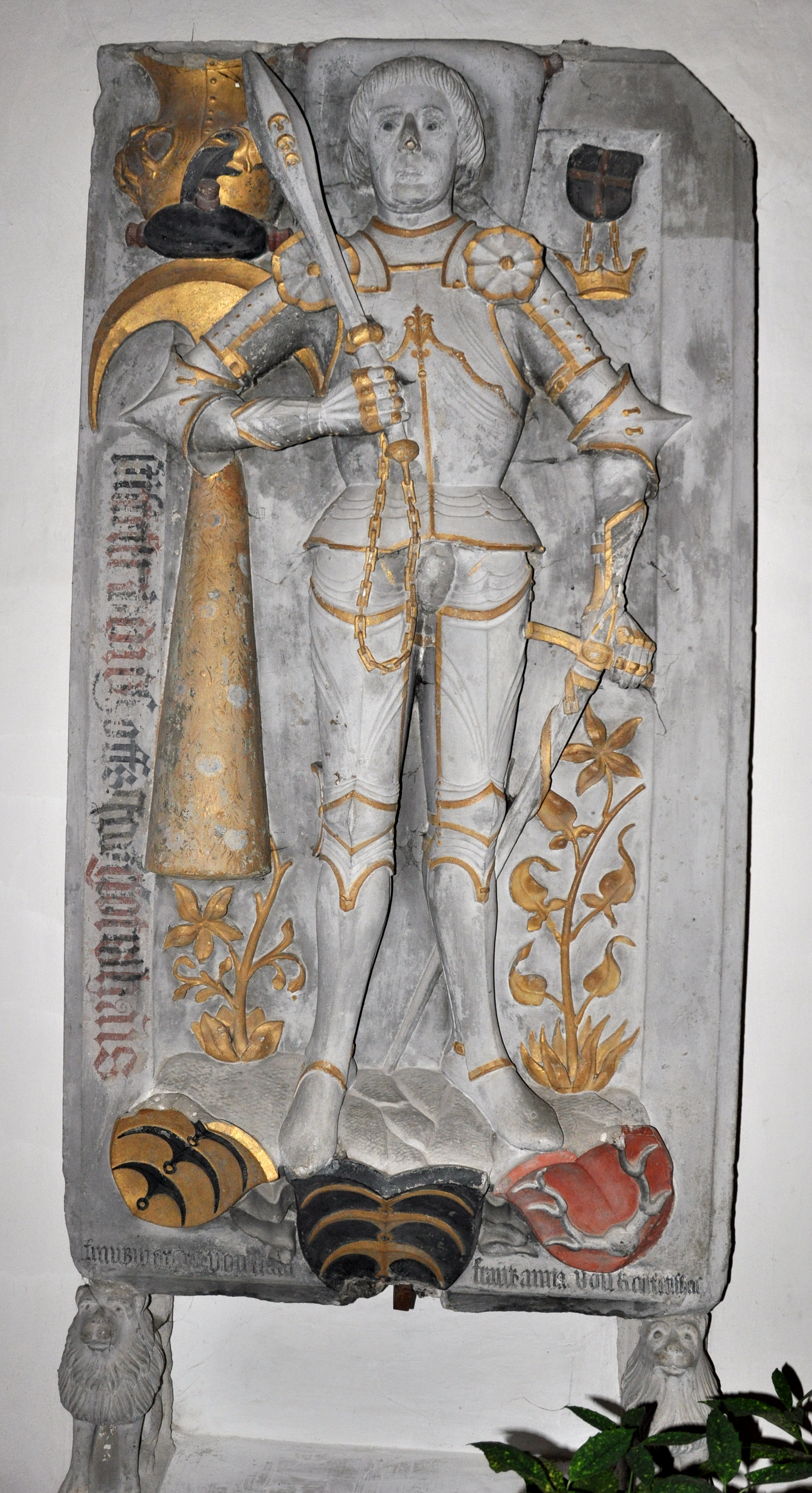
Надгробие Ганса фон Штадиона, умершего в 1458 году

- Христофор фон Штадион[нем.] (1478—1543), князь-епископ аугсбургский (с 1517), был другом Максимилиана I и Фердинанда I, а также и Меланхтона, с которым вёл переговоры о воссоединении церквей.
- Иоганн Каспар фон Штадион (1567—1641) — великий магистр Тевтонского ордена.
- Граф Генрих Фридрих[нем.] (1691-1768), сын упомянутого выше Иоганна-Филиппа, унаследовал от него Вартгаузен и место обер-церемониймейстера майнцского двора. Реформировал двор и систему управления Курмайнца в соответствии с принципами Просвещения. Известен также как меценат, покровитель художника Тишбейна.
- Граф Иоганн Филипп фон Штадион (1763—1824), внук предыдущего, австрийский государственный деятель и дипломат, министр иностранных дел, позже министр финансов Австрийской империи, основатель Австрийского национального банка.
- Его брат, граф Фридрих Лотар[нем.] (1761—1811), был сначала духовным лицом, но потом перешел на государственную службу; в 1805—1807 гг. ему было поручено отговорить Баварию от союза с Наполеоном и склонить на сторону Австрии; во время войны 1809 года состоял генерал-интендантом эрцгерцога Карла.
- Франц фон Штадион-Вартгаузен (1806—1853), сын Иоганна Филиппа, был губернатором приморских областей и Галиции, затем имперским министром внутренних дел.